# Villalcampo
Villalcampo ist ein nordwestspanischer Ort und eine Gemeinde (municipio) mit 379 Einwohnern (Stand: 2024) in der Provinz Zamora in der Autonomen Gemeinschaft Kastilien-León.

## Lage
Der Ort Villalcampo liegt im Naturpark Arribes del Duero im Südwesten der Provinz Zamora in einer Höhe von ca. 780 m. Das Tal des Río Duero ist ca. 3 km (Luftlinie) entfernt, liegt aber ca. 250 m tiefer. Die Provinzhauptstadt Zamora ist gut 30 km (Fahrtstrecke) in östlicher Richtung entfernt. Das gemäßigte Klima wird zeitweise vom Atlantik beeinflusst; Regen (ca. 550 mm/Jahr) fällt vorwiegend im Winterhalbjahr.

## Bevölkerungsentwicklung
| Jahr      | 1857 | 1900 | 1950 | 2000 | 2020 |
| Einwohner | 837  | 968  | 1148 | 677  | 419  |

Infolge der Mechanisierung der Landwirtschaft, der Aufgabe von bäuerlichen Kleinbetrieben („Höfesterben“) und der daraus resultierenden Arbeitslosigkeit auf dem Lande ist die Bevölkerung seit den 1950er Jahren kontinuierlich auf den derzeitigen Tiefststand zurückgegangen. Zur Gemeinde gehört auch der ca. 100 Einwohner zählende Nachbarort Carbajosa sowie ein Teil von Cerezal del Aliste.

## Wirtschaft
Die Landwirtschaft, vor allem die Anpflanzung von Oliven- und Obstbäumen, spielt traditionell die größte Rolle im Wirtschaftsleben der Gemeinde. Daneben fungierte der Ort bereits im ausgehenden Mittelalter als Handels-, Handwerks- und Dienstleistungszentrum für die Weiler und Einzelgehöfte in der Region. Die in den 1940er Jahren erbaute Talsperre am Duero sorgt für einen gleichbleibenden Wasserstand und liefert gleichzeitig Elektrizität. Einnahmen aus dem Tourismus in Form der Vermietung von als Ferienwohnungen (casas rurales) genutzten leerstehenden Häusern sind in den letzten Jahrzehnten hinzugekommen.

## Geschichte
Bereits in vorrömischer Zeit siedelten hier Stammesgruppen vom keltischen Volk der Vettonen; jedoch sind aus römischer, westgotischer und islamischer Zeit keine Funde bekannt. Die Rückeroberung (reconquista) der nur dünn besiedelten und abgelegenen Gebiete im 10. Jahrhundert durch das Königreich León verlief weitgehend kampflos; danach begann die Wieder- – oder besser – Neubesiedlung (repoblación) der Region. Im Jahr 1212 gewährte König Alfons IX. dem Ort einen Privilegienbrief (fuero).

## Sehenswürdigkeiten
- Die Iglesia de San Lorenzo ist ein Bau aus der Zeit der Renaissance mit einem imposanten zweigeschossigen Glockengiebel (espadaña) über der ansonsten portal- und schmucklosen Westfassade. Der Eingang zur Kirche befindet sich – wie in der Region üblich – auf der Südseite.
- In der Hauswand eines Gebäudes nahe der Kirche ist ein Bruchstück einer keltischen Verraco-Figur erkennbar.

Umgebung
- Die recht große Ermita de la Encarnación oder Ermita de Valverde befindet sich nahe der Straße in Richtung Carbajosa.